# Kyogre et Groudon
Kyogre (カイオーガ, dans les versions originales en japonais) et Groudon (グラードン) sont deux espèces de Pokémon. Ils constituent un trio de Pokémon légendaires, auquel est parfois associé Rayquaza. 
Issus de la célèbre franchise de médias créée par Satoshi Tajiri, ils apparaissent dans une collection de jeux vidéo et de cartes, dans une série d'animation, plusieurs films, et d'autres produits dérivés. Ils apparaissent pour la première fois dans les jeux vidéo Pokémon Rubis et Saphir, sortis en 2002 au Japon, jeux dont ils sont les mascottes. Ils sont respectivement de types eau et sol et occupent les 382e et 383e emplacements du Pokédex, une encyclopédie fictive recensant l'ensemble des Pokémon. Ils refont leur apparition dans le remake de ces jeux : Pokémon Rubis Oméga et Saphir Alpha, gagnant une primo-résurgence, puis apparaissent dans les pass d'extension de Pokémon Épée et Bouclier et de Pokémon Écarlate et Violet.

## Création

### Conception graphique
Kyogre
Kyogre est un Pokémon titanesque de couleur bleue avec de mystérieuses lignes rouges sur tout son corps. Il a deux nageoires munies de griffes polies qu'il bat comme les ailes d'un oiseau pour nager. Il a aussi une nageoire caudale. Il a créé les océans par des pluies diluviennes. Dans pokémon Rubis Oméga et Saphir Alpha il se voit doter d'une nouvelle forme grâce à un mécanisme appelé la primo-résurgence. Cette forme redonne les pouvoirs antiques au pokémon, lui faisant changer de taille et de poids et augmentant certaines de ses statistiques.
Groudon
Groudon est un Pokémon titanesque de couleur rouge avec de mystérieuses lignes noires sur tout son corps. Marchant sur ses pattes arrière, il serait à l'origine de la création des continents à la suite d'un combat acharné contre Kyogre. Dans Pokémon Rubis Oméga et Saphir Alpha, il se voit doter d'une nouvelle forme grâce à un mécanisme appelé la primo-résurgence. Cette forme redonne les pouvoirs antiques au pokémon, lui faisant changer de taille et de poids, lui faisant gagner le type feu et augmentant certaines de ses statistiques

### Étymologie
Le nom de Groudon est également dérivé de son nom japonais (Gurādon, グラードン), dérivé de l'anglais « ground » (le sol).
Rayquaza (en japonais Rekkūza, レックウザ), pokémon céleste et cosmique, est construit sur les mots anglais ray (rayon) et quasar (quasar, un type d'étoiles pulsatiles). Son design est inspiré du dieu précolombien Quetzalcóatl, mélangé avec une fusée. 

## Description
Dans la diégèse de Pokémon, Kyogre et Groudon sont les forces créatrices du monde. Celui-ci est né d'un combat épique entre eux, Groudon créant les continents et Kyogre les océans. Ce combat fut interrompu par Rayquaza, maître du ciel, et les deux Pokémon se seraient endormis.

### Jeux vidéo
Kyogre et Groudon apparaissent dans la série de jeux vidéo Pokémon. D'abord en japonais, puis traduits en plusieurs autres langues, ces jeux ont été vendus à plus de 200 millions d'exemplaires à travers le monde.
Kyogre et Groudon sont les mascottes de Pokémon Rubis et Saphir et de leur remakes, Pokémon Rubis Oméga et Saphir Alpha.

### Série télévisée et films
La série télévisée Pokémon ainsi que les films sont des aventures séparées de la plupart des autres versions de Pokémon et mettent en scène Sacha en tant que personnage principal. Sacha et ses compagnons voyagent à travers le monde Pokémon en combattant d'autres dresseurs Pokémon.

## Réception
Kyogre et Groudon apparaissent sur deux consoles Game Boy Advance SP distinctes. Rouge pour Groudon et bleue pour Kyogre, les consoles comportent le visage du Pokémon sur le clapet. Sortie en 2003, les consoles faisaient partie du pack spécial avec l'achat de Pokémon Rubis ou Saphir,.